# Anacardioideae
Sous-famille
Les Anacardioideae sont l'une des deux sous-familles de plantes à fleurs de la famille des Anacardiaceae, comprenant une soixantaine de genres. Anacardium est le genre type.
Les Spondiadoideae sont l'autre sous-famille des Anacardiaceae.

## Liste des genres
Selon Catalogue of Life (16 avril 2021) :
- Abrahamia Randrian. & Lowry
- Actinocheita F. A. Barkley
- Amphipterygium Schiede ex Standl.
- Anacardium L.
- Apterokarpos Rizzini
- Astronium Jacq.
- Baronia Baker
- Blepharocarya F. Muell.
- Bonetiella Rzed.
- Bouea Meisn.
- Campnosperma Thwaites
- Campylopetalum Forman
- Cardenasiodendron F. A. Barkley
- Comocladia P. Browne
- Cotinus Mill.
- Dobinea Buch.-Ham. ex D. Don
- Drimycarpus Hook. fil.
- Euroschinus Hook. fil.
- Faguetia Marchand
- Fegimanra Pierre
- Gluta L.
- Haplorhus Engl.
- Heeria Meisn.
- Holigarna Buch.-Ham. ex Roxb.
- Laurophyllus Thunb.
- Lithraea Hook.
- Loxopterygium Hook. fil.
- Loxostylis Spreng. ex Rchb.
- Malosma Engl.
- Mangifera L.
- Mauria Kunth
- Melanochyla Hook. fil.
- Melanococca Blume
- Metopium P. Browne
- Micronychia Oliv.
- Mosquitoxylum Krug & Urb.
- Myracrodruon Allemão
- Nothopegia Blume
- Ochoterenaea F. A. Barkley
- Orthopterygium Hemsl.
- Ozoroa Delile
- Pachycormus Coville
- Parishia Hook. fil.
- Pentaspadon Hook. fil.
- Pistacia L.
- Protorhus Engl.
- Pseudosmodingium Engl.
- Rhodosphaera Engl.
- Rhus L.
- Schinopsis Engl.
- Schinus L.
- Searsia F. A. Barkley
- Semecarpus L. fil.
- Smodingium E. Mey.
- Sorindeia Thouars
- Swintonia Griff.
- Thyrsodium Salzm. ex Benth.
- Toxicodendron Mill.
- Trichoscypha Hook. fil.

Selon l'INPN (16 avril 2021) (taxons recensés en France uniquement, outre-mer compris) :
- tribu des Anacardieae DC., 1825
  - genre Anacardium L., 1753
  - genre Mangifera L., 1753
- tribu des Buchananieae Marchand, 1869
  - genre Operculicarya H. Perrier, 1944
  - genre Pleiogynium Engl., 1883
  - genre Poupartia Comm. ex Juss., 1789
  - genre Sclerocarya Hochst., 1844
  - genre Tapirira Aubl., 1775
- genre Searsia F.A.Barkley, 1942
- genre Sorindeia Thouars, 1806
- tribu des Julianieae Reveal, 2012
  - genre Astronium Jacq., 1760
  - genre Euroschinus Hook. f., 1862
  - genre Loxopterygium Hook.f., 1862
  - genre Schinus L., 1753
  - genre Thyrsodium Salzm. ex Benth., 1852
- tribu des Rhoeae Voigt, 1845
  - genre Comocladia P.Browne, 1756
  - genre Cotinus Mill., 1754
  - genre Pistacia L., 1753
  - genre Rhus L., 1753
  - genre Toxicodendron Mill., 1754
- tribu des Semecarpeae Marchand, 1869
  - genre Semecarpus L.f., 1782

## Synonymes
Selon BioLib (16 avril 2021), les noms de familles suivantes sont synonymes :
- Blepharocaryaceae Airy Shaw
- Comocladiaceae Martynov
- Julianaceae Hemsl.
- Julianiaceae
- Lentiscaceae Horaninow
- Pistaciaceae (Marchand) Caruel.
- Podoaceae Baill. ex Franch.
- Schinaceae Rafinesque
- Vernicaceae Link